# Aprosthema humeratum
Aprosthema humeratum är en stekelart som först beskrevs av Friedrich Wilhelm Konow 1892.  Aprosthema humeratum ingår i släktet Aprosthema, och familjen borsthornsteklar. Arten har ej påträffats i Sverige.